# CRIST
CRIST est un chantier naval basé dans le port de Gdynia en Pologne. Fondé en 1990, il produit aujourd'hui principalement des navires pour l'industrie offshore, y compris des navires d'installation d'éoliennes.